# Isoetales
Ordre
Synonymes
- Isoetariae Koidz., 1938
- Isoeteae Barlinge, 1830

Les Isoetales sont un ordre de plantes de la classe des Lycopodiopsida. Cet ordre est représenté par une seule famille actuelle, les Isoetaceae, et plusieurs familles et genres fossiles, dont les spécimens les plus anciens datent du Carbonifère.

## Systématique
L'ordre des Isoetales a été créé en 1874 par le botaniste bavarois Karl Anton Eugen Prantl, publié dans son ouvrage Lehrbuch der Botanik. Le nom est formé d'après celui du genre type, Isoetes, également seul genre actuel. Les noms Isoetariae Koidz., 1938
et Isoeteae Barlinge, 1830 sont synonymes d'Isoetales.
Une alternative à la classification selon ITIS (2 juillet 2022) (boîte en haut à droite de l'article) est celle selon The International Fossil Plant Names Index (IFPNI) (2 juillet 2022), qui place les Isoetales dans la sous-classe des Isoetidae, classe des Isoetopsida, sous-division des Isoetophytina, division des Isoetophyta, sous-règne des Lycopodiobiotina.

## Liste des familles et des genres non-classés
Selon l'IRMNG (2 juillet 2022) :
- Chaloneriaceae †
- Isoetaceae Reichenbach
- Nathorstianaceae †
- Suavitasaceae †
- Takhtajanodoxaceae † synonyme de Chaloneriaceae †
- Isoetales incertae sedis :
  - Clevelandodendron S. Chitaley & K.B. Pigg, 1996 †
  - Guangdedendron D. Wang et al., 2019 †
  - Lepacyclotes Emmons, 1856 †
  - Lycaugea B. Meyer-Berthaud, A.-L. Decombeix & R. Blanchard, 2021 †
  - Otzinachsonia W.L. Cressler III & H.W. Pfefferkorn, 2005 †
  - Porostrobus Nathorst, 1914 †
  - Tomiodendron G.P. Radczenko, 1956 †
  - Wexfordia L.C. Matten, 1989 †
  - Zoophycos A.B. Massalongo, 1855 †
  - Isoetodendron W. Bock, 1969 † (incertain, non évalué)
  - Annalepis P. Fliche, 1910 † synonyme de Lepacyclotes Emmons, 1856 †

Selon The International Fossil Plant Names Index (IFPNI) (2 juillet 2022) :
- sous-ordre des Isoetineae
- Isoetaceae
- Nathorstianaceae
- Xantholithaceae
- Isoetales incertae sedis :
  - Bodeostrobus
  - Isoetodendron
  - Lepacyclotes
  - Tulastrobus

Selon la Paleobiology Database (2 juillet 2022) :
- Chaloneriaceae
- Isoetaceae
- Pleuromeiaceae
- Isoetales incertae sedis :
  - Isoetodendron
  - Minerisporites
  - Paralycopodites